# Benito Marczuk
Benito Marczuk (ur. 18 lipca 1937 w Zamościu, zm. 25 lutego 2018 we Wrocławiu) − polski malarz, rzeźbiarz, fotograf i projektant mody, przedstawiciel wrocławskiego środowiska artystycznego.

## Życiorys

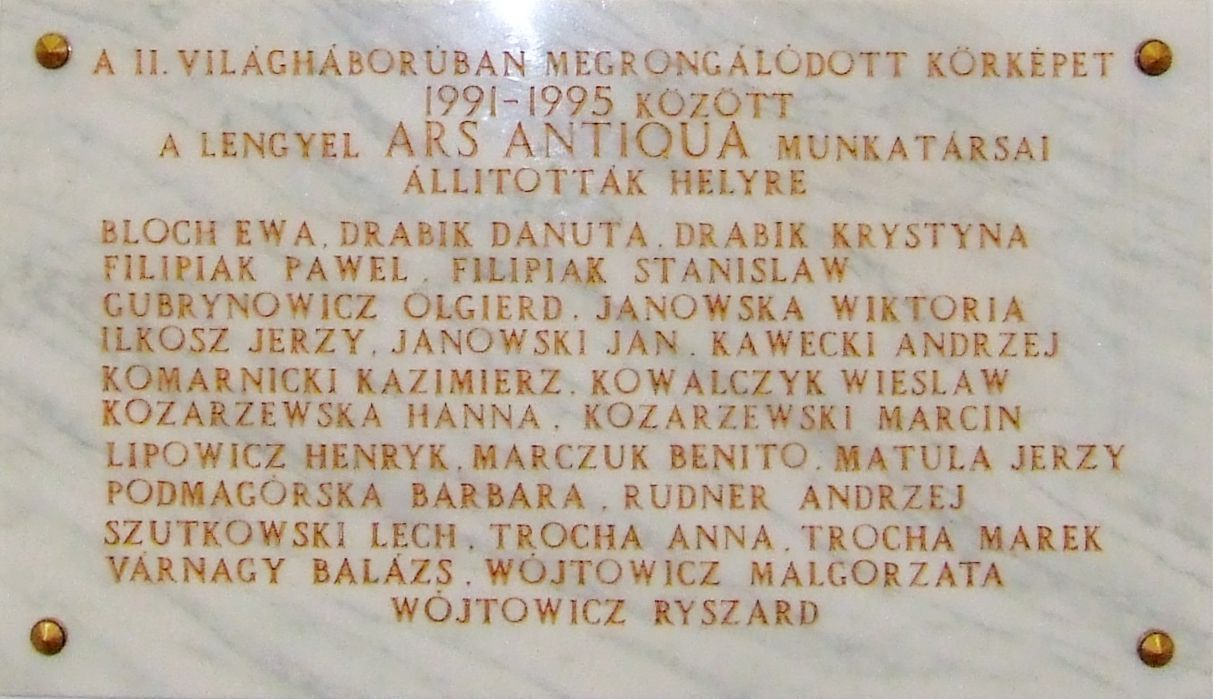
Tablica pamiątkowa z nazwiskami polskich specjalistów, w tym Benito Marczuka, którzy dokonali renowacji Przybycia Węgrów Feszty'ego

Pochodził z Zamojszczyzny. W latach 50. przeprowadził się do Wrocławia, gdzie ukończył Państwową Wyższą Szkołę Sztuk Plastycznych (obecnie Akademia Sztuk Pięknych im. Eugeniusza Gepperta). W późniejszych latach był pracownikiem naukowym tej uczelni, początkowo jako asystent Alfonsa Mazurkiewicza. W czasach studenckich był uczniem Xawerego Dunikowskiego.
W latach 1981−1982 internowany w zakładach karnych we Wrocławiu i w Nysie za naruszanie porządku prawnego obowiązującego w okresie stanu wojennego.
W 1991 brał udział w renowacji panoramicznego obrazu Przybycie Węgrów autorstwa Árpád Feszty'ego, wystawionego obecnie w Ópusztaszer, a także w konserwacji Panoramy Racławickiej.
Pochowany na cmentarzu Św. Rodziny przy ul. Smętnej na Sępolnie.

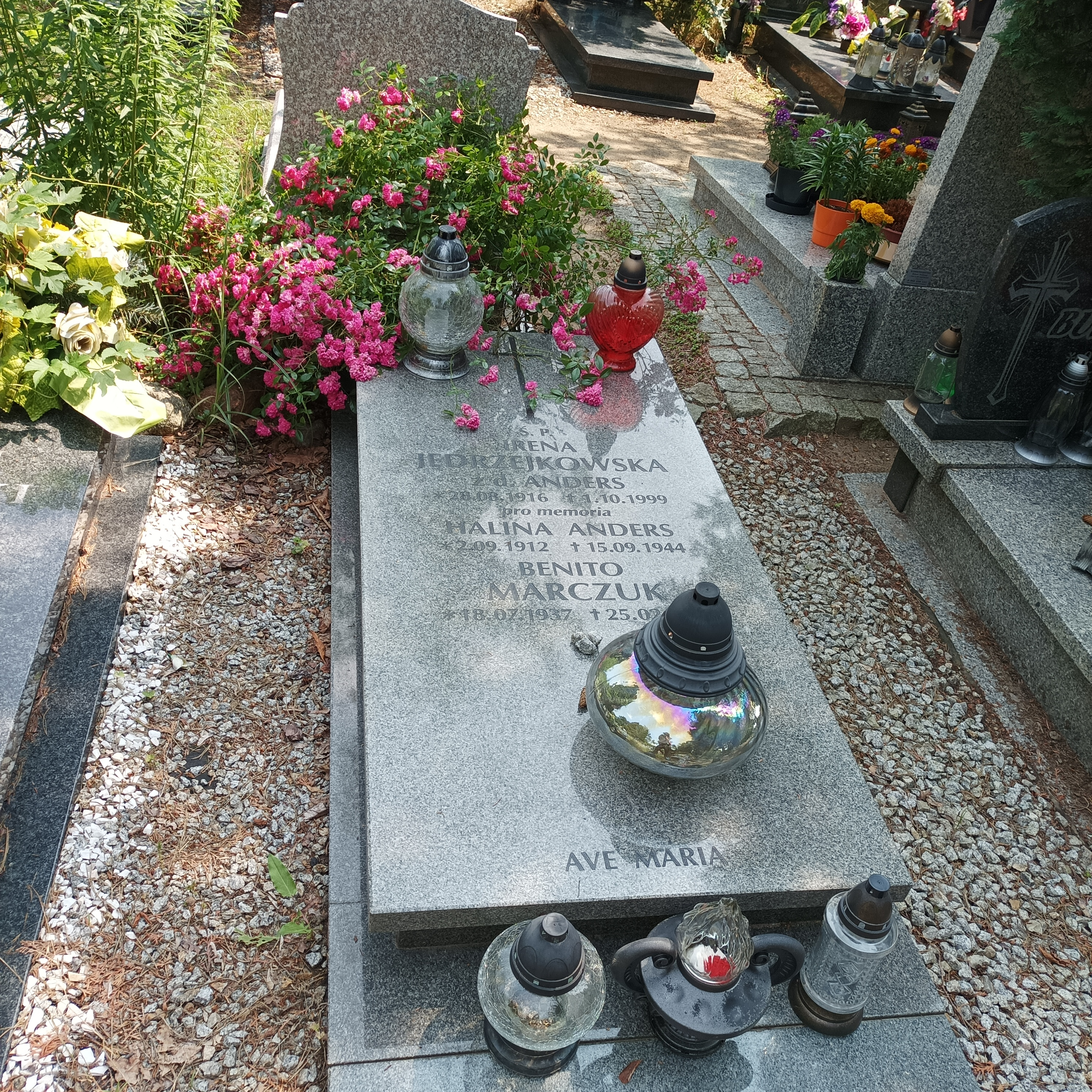
Grób Marczuka na Cmentarzu Świętej Rodziny